# Guus Til
Guus Berend Til (Samfya, 22 december 1997) is een Nederlands profvoetballer die als centrale middenvelder of als aanvallende middenvelder speelt. Hij verruilde Spartak Moskou in juli 2022 voor PSV. Til debuteerde in 2018 in het Nederlands voetbalelftal.

## Clubcarrière

### AZ
Til werd geboren in Zambia, waar zijn vader ontwikkelingswerk deed. Om diezelfde reden woonde hij ook een tijdje in Mozambique, voor hij verder opgroeide in de Bijlmer in Amsterdam. Als jonge jongen speelde Til bij Geinburgia in Driemond, waar zijn niveau al snel hoger was dan dat van zijn leeftijdgenoten. SV Diemen pikte hem daar op.
De eerste profclub van Til was de jeugd van AZ. Daarvoor debuteerde hij op 4 augustus 2016 in het eerste elftal, in de play-offs van de UEFA Europa League tegen PAS Giannina. Til mocht in de terugwedstrijd na 71 minuten invallen voor Joris van Overeem. Hij speelde in zijn debuutjaar ook voor Jong AZ in de Tweede divisie. Til was in zijn tweede jaar als prof basisspeler in het eerste team van AZ en speelde bijna alles. Zijn toenmalige trainer John van den Brom benoemde hem in juli 2018 tot aanvoerder. In seizoen 2018/19 werd Til met twaalf doelpunten de clubtopscorer van AZ.

### Spartak Moskou
In augustus 2019 vertrok Til naar Spartak Moskou, dat circa 18 miljoen euro betaalde aan AZ. Voor Spartak Moskou debuteerde Til op 11 augustus 2019 in de Premjer-Liga tegen Achmat Grozny. Twee weken later scoorde hij voor het eerst in het shirt van Spartak Moskou, in de competitiewedstrijd tegen Krylja Sovetov. Til had echter aanpassingsproblemen in Rusland.

#### Verhuur aan SC Freiburg
In het seizoen 2020/21 speelde Til op huurbasis voor SC Freiburg in de Bundesliga, waar hij ook weinig speeltijd kreeg. Na zijn debuut tegen FSV Mainz, op 22 november 2020, speelde hij zes wedstrijden in de Bundesliga. Daarnaast kwam hij vier keer uit voor het tweede elftal van SC Freiburg, dat aan het einde van het seizoen de Regionalliga Südwest wist te winnen en promoveerde naar de 3. Liga. Til wist in die vier wedstrijden viermaal te scoren.

#### Verhuur aan Feyenoord
Na afloop van het seizoen 2020/21 werd bekendgemaakt dat Til op huurbasis terug zou keren naar Nederland, waar hij bij Feyenoord herenigd zou worden met trainer Arne Slot. Til debuteerde voor Feyenoord op 22 juli 2021 tegen FC Drita; dit gebeurde tijdens de met 0–0 gelijkgespeelde uitwedstrijd in de kwalificatiefase van de UEFA Europa Conference League. In de thuiswedstrijd, die met 3–2 gewonnen werd door Feyenoord, maakte Til een hattrick, waaronder zijn eerste Feyenoord-doelpunt. Hiermee werd hij de eerste speler van Feyenoord die een hattrick maakte in een internationale competitie sinds Mike Obiku in september 1995.

### PSV
Op 4 juli 2022 werd bekend dat Til de overstap naar PSV zou maken. Hij tekende een overeenkomst tot medio 2026. PSV betaalde maximaal vier miljoen euro voor hem aan Spartak Moskou. PSV schetste Til het totaalplaatje waar hij op dat moment naar zocht. Naast die uit Eindhoven was er ook interesse vanuit Royal Antwerp en zijn voormalige club Feyenoord. Hij debuteerde op 30 juli 2022 voor PSV, in de Johan Cruijff Schaal tegen Ajax (5–3 overwinning) en was meteen goed voor een hattrick. Daarmee won hij zijn eerste prijs in het profvoetbal en werd hij die dag ook (gedeeld) topscorer aller tijden in de Johan Cruijff Schaal.
Til speelde in zijn eerste seizoen dertig competitiewedstrijden voor PSV, waarvan negentien als basisspeler. Daarin scoorde hij negen keer, waaronder twee keer tegen zowel FC Utrecht als FC Volendam en het enige doelpunt van de wedstrijd thuis tegen Vitesse. Hij won in 2022/23 met PSV voor het eerst in zijn carrière de KNVB Beker. Hij scoorde tijdens dat toernooi tegen ADO Den Haag en stond in vier speelronden in de basis, waaronder de finale tegen Ajax. Til mocht in 2022/23 ook voor het eerst in zijn loopbaan aantreden in de voorronden van de Champions League. Hierin versloegen zijn ploeggenoten en hij AS Monaco, maar kwamen ze niet langs Rangers FC. Til en PSV kwalificeerden zich in 2023/24 wel voor de Champions League na overwinningen op Sturm Graz en datzelfde Rangers. Zodoende debuteerde hij op 24 oktober 2023 in de groepsfase van het toernooi, uit tegen RC Lens (1–1). Til werd in seizoen 2023/24 met PSV voor het eerst in zijn carrière landskampioen. Hij droeg hier in dertig speelronden aan bij met onder meer tien doelpunten. Ook in 2024/25 werd hij landskampioen met PSV. Hij sloot het seizoen af met 32 matches, 10 goals en 11 assists in de Eredivisie.

## Clubstatistieken
| Seizoen                      | Club             | Competitie           | Competitie | Competitie | Beker | Beker | Internationaal | Internationaal | Overig | Overig | Totaal | Totaal |
| Seizoen                      | Club             | Competitie           | Wed.       | Dlp.       | Wed.  | Dlp.  | Wed.           | Dlp.           | Wed.   | Dlp.   | Wed.   | Dlp.   |
| ---------------------------- | ---------------- | -------------------- | ---------- | ---------- | ----- | ----- | -------------- | -------------- | ------ | ------ | ------ | ------ |
| 2016/17                      | Jong AZ          | Tweede divisie       | 14         | 3          | 0     | 0     | 0              | 0              | 0      | 0      | 14     | 3      |
| 2016/17                      | AZ               | Eredivisie           | 10         | 2          | 2     | 0     | 3              | 0              | 1      | 0      | 16     | 2      |
| 2017/18                      | AZ               | Eredivisie           | 33         | 9          | 6     | 2     | 0              | 0              | 0      | 0      | 39     | 11     |
| 2018/19                      | AZ               | Eredivisie           | 33         | 12         | 4     | 2     | 2              | 1              | 0      | 0      | 39     | 15     |
| 2019/20                      | AZ               | Eredivisie           | 0          | 0          | 0     | 0     | 2              | 0              | 0      | 0      | 2      | 0      |
| 2019/20                      | Spartak Moskou   | Premjer-Liga         | 18         | 2          | 3     | 0     | 0              | 0              | 0      | 0      | 21     | 2      |
| 2020/21                      | Spartak Moskou   | Premjer-Liga         | 3          | 0          | 0     | 0     | 0              | 0              | 0      | 0      | 3      | 0      |
| 2020/21                      | → SC Freiburg    | Bundesliga           | 7          | 0          | 0     | 0     | 0              | 0              | 0      | 0      | 7      | 0      |
| 2020/21                      | → SC Freiburg II | Regionalliga Südwest | 4          | 4          | 0     | 0     | 0              | 0              | 0      | 0      | 4      | 4      |
| 2021/22                      | → Feyenoord      | Eredivisie           | 32         | 15         | 1     | 0     | 16             | 6              | 0      | 0      | 49     | 21     |
| 2022/23                      | PSV              | Eredivisie           | 30         | 9          | 5     | 1     | 10             | 0              | 1      | 3      | 46     | 13     |
| 2023/24                      | PSV              | Eredivisie           | 30         | 10         | 2     | 0     | 8              | 0              | 0      | 0      | 40     | 10     |
| 2024/25                      | PSV              | Eredivisie           | 28         | 10         | 4     | 2     | 12             | 0              | 1      | 1      | 45     | 13     |
| 2025/26                      | PSV              | Eredivisie           | 2          | 1          |       |       |                |                | 1      | 0      | 3      | 1      |
| Carrière totaal              | Carrière totaal  | Carrière totaal      | 244        | 78         | 27    | 7     | 53             | 7              | 4      | 4      | 328    | 95     |
| Bijgewerkt op 25 april 2025. |                  |                      |            |            |       |       |                |                |        |        |        |        |

## Interlandcarrière
Til debuteerde op 26 maart 2018 in het Nederlands elftal, tijdens een met 0–3 gewonnen oefeninterland tegen Portugal in Genève. Hij kwam in de 78ste minuut in het veld als vervanger voor Kenny Tete.
Tot 2021 bleef dat zijn enige interland, maar in september 2021 maakte hij onder leiding van Louis van Gaal zijn rentree in het Nederlands elftal, door in de 84e minuut Frenkie de Jong te vervangen in de WK-kwalificatiewedstrijd tegen Montenegro. In de met 6–1 gewonnen kwalificatiewedstrijd tegen Turkije op 7 september 2021 viel Til wederom in en maakte hij het vijfde doelpunt.
| Interlands van Guus Til voor Nederland | Interlands van Guus Til voor Nederland | Interlands van Guus Til voor Nederland | Interlands van Guus Til voor Nederland | Interlands van Guus Til voor Nederland | Interlands van Guus Til voor Nederland |
| №                                      | Datum                                  | Wedstrijd                              | Uitslag                                | Soort Wedstrijd                        | Goals                                  |
| -------------------------------------- | -------------------------------------- | -------------------------------------- | -------------------------------------- | -------------------------------------- | -------------------------------------- |
|                                        |                                        |                                        |                                        |                                        |                                        |
| Als speler van AZ                      |                                        |                                        |                                        |                                        |                                        |
| 1.                                     | 26 maart 2018                          | Portugal – Nederland                   | 0 – 3                                  | Vriendschappelijk                      |                                        |
| Als speler van Feyenoord               | Als speler van Feyenoord               | Als speler van Feyenoord               | Als speler van Feyenoord               | Als speler van Feyenoord               | 1                                      |
| 2.                                     | 4 september 2021                       | Nederland – Montenegro                 | 4 – 0                                  | Kwalificatie WK 2022                   |                                        |
| 3.                                     | 7 september 2021                       | Nederland – Turkije                    | 6 – 1                                  | Kwalificatie WK 2022                   | 80'                                    |
| 4.                                     | 8 oktober 2021                         | Letland – Nederland                    | 0 – 1                                  | Kwalificatie WK 2022                   |                                        |
| 5.                                     | 8 juni 2022                            | Wales – Nederland                      | 1 – 2                                  | Nations League 2022/23                 |                                        |
| Als speler van PSV Eindhoven           |                                        |                                        |                                        |                                        |                                        |
| 6.                                     | 11 oktober 2024                        | Hongarije - Nederland                  | 1 – 1                                  | Nations League 2024/25                 |                                        |

## Erelijst
| Competitie           |         |                  |         |         |
| Competitie           | Aantal  | Jaren            |         |         |
| Jong AZ              | Jong AZ | Jong AZ          | Jong AZ | Jong AZ |
| -------------------- | ------- | ---------------- | ------- | ------- |
| Tweede divisie       | 1x      | 2016/17          |         |         |
| PSV                  |         |                  |         |         |
| Eredivisie           | 2x      | 2023/24, 2024/25 |         |         |
| KNVB Beker           | 1x      | 2022/23          |         |         |
| Johan Cruijff Schaal | 3x      | 2022, 2023, 2026 |         |         |